# Galeopsis californica
Galeopsis californica är en mossdjursart som först beskrevs av Osburn 1952.  Galeopsis californica ingår i släktet Galeopsis och familjen Celleporidae. Inga underarter finns listade i Catalogue of Life.